# Daniele Meucci
Daniele Meucci (Pisa, Italia, 7 de octubre de 1985) es un atleta italiano, especialista en la prueba de maratón en la que llegó a ser campeón europeo en 2014.

## Carrera deportiva
En el Campeonato Europeo de Atletismo de 2010 ganó la medalla de bronce en los 10000 metros, con un tiempo de 28:27.33 segundos, llegando a meta tras los británicos Mo Farah y Chris Thompson (plata).
Dos años después, en el Campeonato Europeo de Atletismo de 2012 ganó la medalla de plata en los 10000 metros, con un tiempo de 28:22.73 segundos, llegando a meta tras el turco Polat Kemboi Arıkan (oro) y por delante del ruso Yevgeniy Rybakov (bronce con 28:22.95 s).
Dos años después, en el Campeonato Europeo de Atletismo de 2014 ganó la medalla de oro en la maratón, recorriendo los 42,195 km en un tiempo de 2:11:08 segundos, llegando a meta por delante del polaco Yared Shegumo y el ruso Aleksey Reunkov (bronce).
Y otros dos años después, en el Campeonato Europeo de Atletismo de 2016 ganó la medalla de bronce en la media maratón, con un tiempo de 1:02:38 segundos, llegando a meta tras el suizo Tadesse Abraham y el turco Kaan Kigen Özbilen (plata con 1:02:27 s).